# Graine de tournesol
 (octobre 2020).

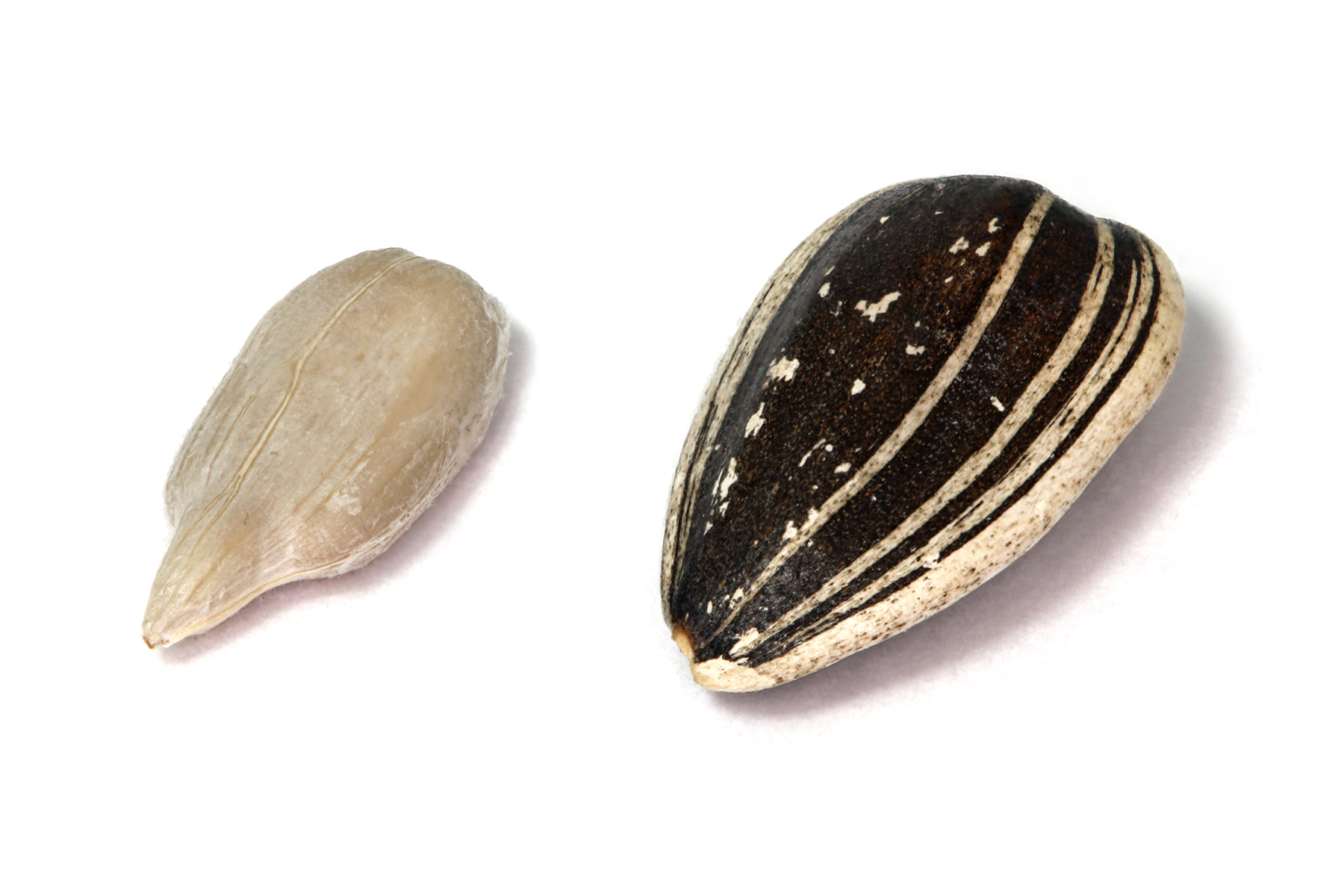
Graine décortiquée (à gauche) ; graine entière avec sa coque (à droite).

La graine de tournesol est en fait le fruit du tournesol (Helianthus annuus). Sur le plan botanique, c'est un type d'akène, fruit sec indéhiscent contenant une seule graine, et plus précisément une cypsèle, fruit caractéristique des Asteraceae. Il est constitué d'une « amande », qui est la graine proprement dite, et d'une « coque » ou péricarpe.
Selon l'usage auquel elles sont destinées, on distingue les graines oléagineuses, contenant plus de 40 % d'huile, généralement de couleur noire, et les graines de bouche, contenant environ 30 % d'huile, dont la coque brune ou blanche, présente des rayures grises ou brunes. Les premières sont généralement triturées pour en extraire l'huile, les secondes sont principalement consommées comme amuse-gueules ou comme ingrédient de cuisine. 
Selon leur teneur en graisses monoinsaturées, saturées et polyinsaturées, on distingue trois types de graines :   linoléique (le plus courant), mi-oléique et oléique. Cet article traite principalement de la variété linoléique (ou classique).

## Morphologie

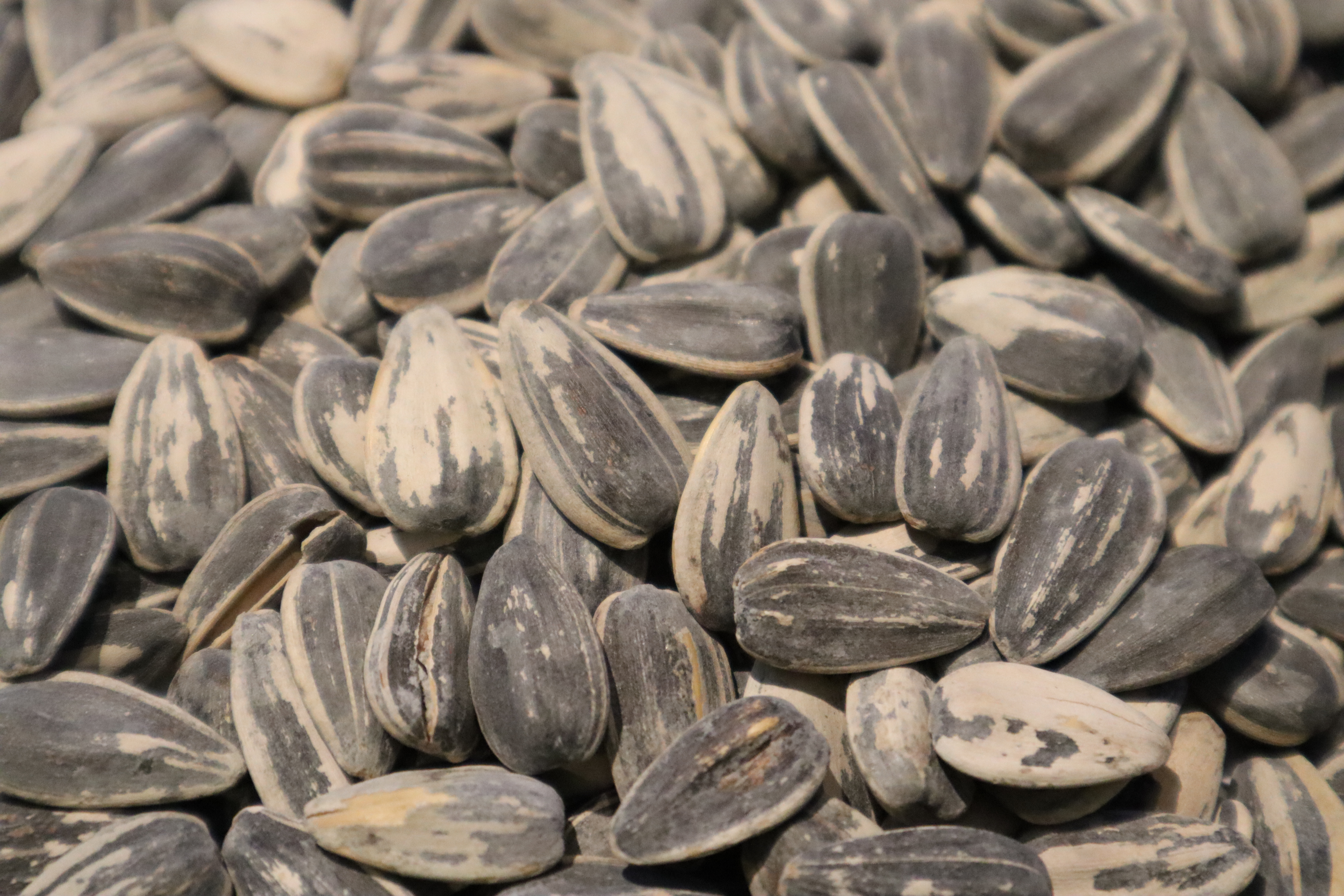
Graines entières.

La graine de tournesol entière, c'est-à-dire la cypsèle formée de l'amande et de la coque, a une forme ovoïde plus ou moins aplatie, un peu anguleuse, tronquée au deux extrémités. Mesurant de 3 mm à 20 mm de long, sur 2 à 13 mm de large et 2 à 5 mm d'épaisseur, elle est de couleur généralement noire ou violet noirâtre, parfois rayée de blanc et de gris. A maturité, la graine est glabre et surmontée par un pappus réduit à des écailles caduques jaune clair, 2 écailles lancéolées de 2 à 3,5 mm plus 0 à 4 écailles obtuses de 0,5 à 1 mm,.
Le poids de 1000 graines varie entre 50 et 100 g, voire 200 g chez certaines variétés de bouche. Les graines cultivées sont nettement plus grosses que les graines sauvages. Différents facteurs influent sur la taille et le poids des graines : le génotype (cultivars), les facteurs climatiques, la position des graines dans le capitule.

## Composition
La  coque  représente de 20 à 40 % de la masse de la graine. Elle est constituée essentiellement de cellulose et  de  lignine  (50  à  73 %  de  la  matière  sèche)  et d’hémicellulose (20  %). On y trouve également des  lipides (0,9 à  7,1 % de la matière sèche) et des protéines  (2,8  à  7,1 %).
L'amande contient essentiellement des protéines et lipides de réserve, nécessaires au  développement futur de l’embryon.
Les protéines de réserve se répartissent en globulines (55 à 60 %), albumines (17 à 23 %), glutélines (11 à 17 %) et prolamines (1 à 4 %).
Les lipides sont  majoritairement des triglycérides  ou  triacylglycérols  (95 à 99 % de l'huile), contenant les acides gras. Le reste est constitué de composés dits « mineurs »,  tels  que  des  hydrocarbures,  des  alcools aliphatiques  et  triterpéniques, des tocophérols et des stérols.
La graine de tournesol est riche en huile. Les variétés de tournesol de bouche, destinées à la consommation directe, en contiennent de 30 à 35 %. Chez les variétés améliorées pour la production d'huile, la teneur en huile est de l'ordre de 35 à 45 %. Les variétés classiques se caractérisent par leur richesse en acide linolénique. Les acides gras se répartissent en 12 % d'acides gras saturés, 21 % d'acides gras mono-insaturés (essentiellement de l'acide oléique), et 67 % d'acides gras poly-insaturés (essentiellement de l'acide linoléique). De nouvelles variétés riches en acide oléique (au moins 80 %) ont été sélectionnées.

## Production
| Pays                       | Production (millions de tonnes) |
| -------------------------- | ------------------------------- |
| Ukraine                    | 15,0                            |
| Russie                     | 12,7                            |
| Union européenne           | 9,6                             |
| Argentine                  | 3,8                             |
| Chine                      | 3,3                             |
| Turquie                    | 1,8                             |
| États-Unis                 | 1,0                             |
| Kazakhstan                 | 0,8                             |
| Moldavie                   | 0,8                             |
| Serbie                     | 0,7                             |
| Total Monde                | 55,0                            |
| Source : Latifundist Media |                                 |

En 2019, la production mondiale de graines de tournesol s'élevait à 55 millions de tonnes. Cette production s'est accrue de 80 % en une décennie. L'Ukraine, avec 27,3 %, et la Russie avec 23,1 %, représentent la moitié du total mondial et les dix premiers producteurs 90 %. L'Ukraine, premier producteur mondial, a vu sa production augmenter de 159 % en 10 ans. 
La superficie totale semée en tournesol dans le monde s'élevait en 2019 à 26 millions d'hectares. Les cinq premiers en termes de superficie ensemencée représentaient 18,9 millions d'hectares, soit 69 % du total mondial :  Russie (8,0 Mha), Ukraine (6,2 Mha),  Argentine (1,7 Mha),  Roumanie (1,7 Mha),  Chine  (1,3 Mha).
Le rendement moyen au niveau mondial en 2019 est de 2,1 t/ha. Le leader absolu est la Serbie avec  3,0 t/ha,  suivie par la Chine (2,6 t/ha), la Turquie (2,4 t/ha), et l'Ukraine et la Moldavie (2,3 t/ha).

## Utilisation
Les graines de tournesol sont plus souvent consommées comme amuse-gueules que dans le cadre d'un repas. Elles peuvent également être utilisés comme garnitures ou ingrédients dans diverses recettes. Les graines peuvent être vendues entières avec leur coque ou décortiquées. On peut aussi les faire germer et les consommer en salades. 
Lorsque les graines en coque sont traitées, elles sont d'abord séchées. Ensuite, elles peuvent également être grillées ou saupoudrées de sel ou de farine pour préserver leur saveur.
Les graines de tournesol vendues en sachets sont soit consommées « nature » (salées uniquement) ou diversement aromatisées.
En coque, les graines de tournesol sont particulièrement populaires dans les pays méditerranéens, d'Europe de l'Est et d'Asie, où elles peuvent être achetées fraîchement torréfiées et sont couramment consommées comme nourriture de rue, la coque étant cassée avec les dents et recrachée, alors que dans de nombreux pays, elles peuvent être achetées emballées avec diverses saveurs. Aux États-Unis, elles sont couramment consommées par les joueurs de baseball comme alternative au tabac à chiquer.

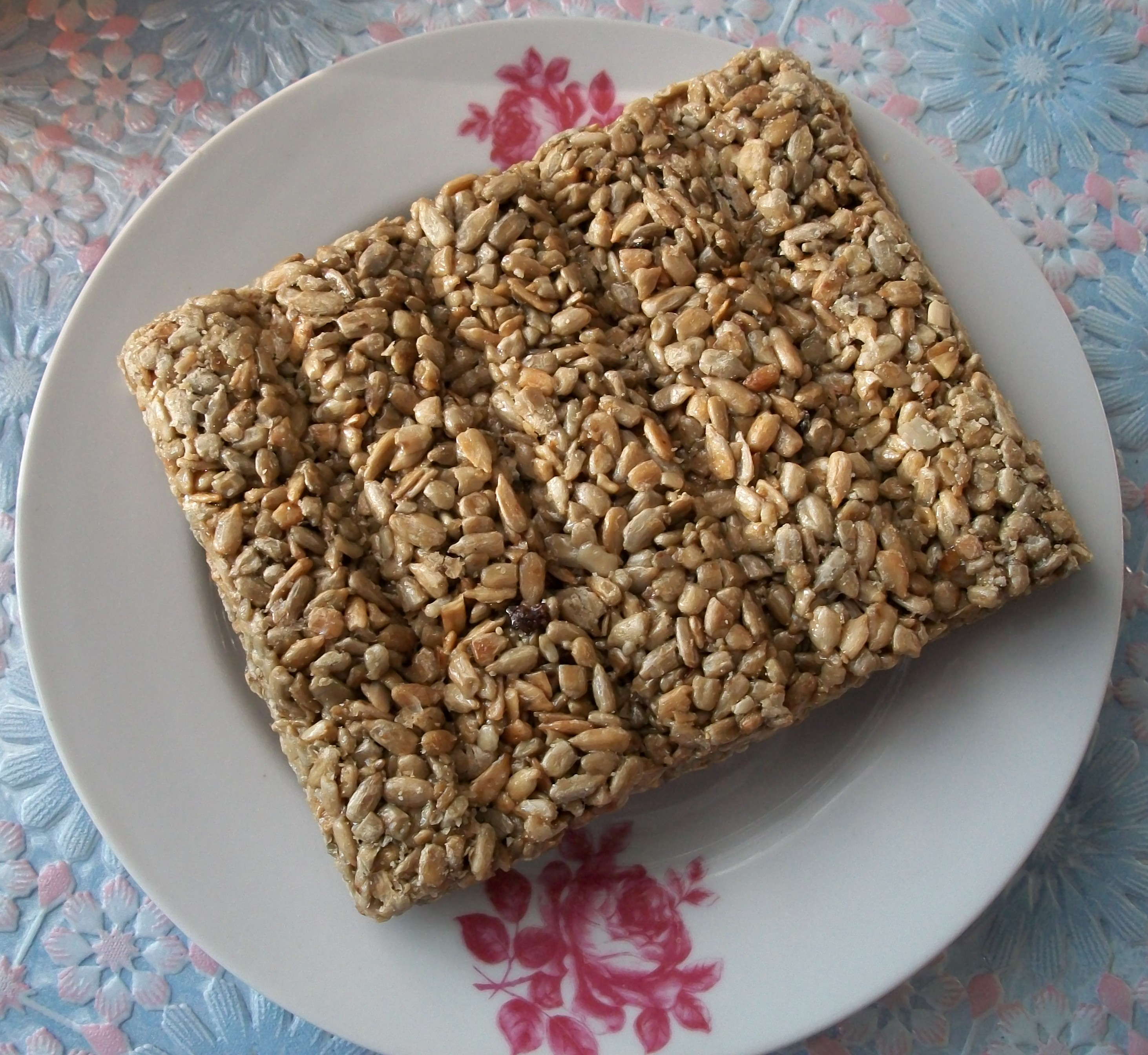
Gozinaki fait de graines de tournesol.

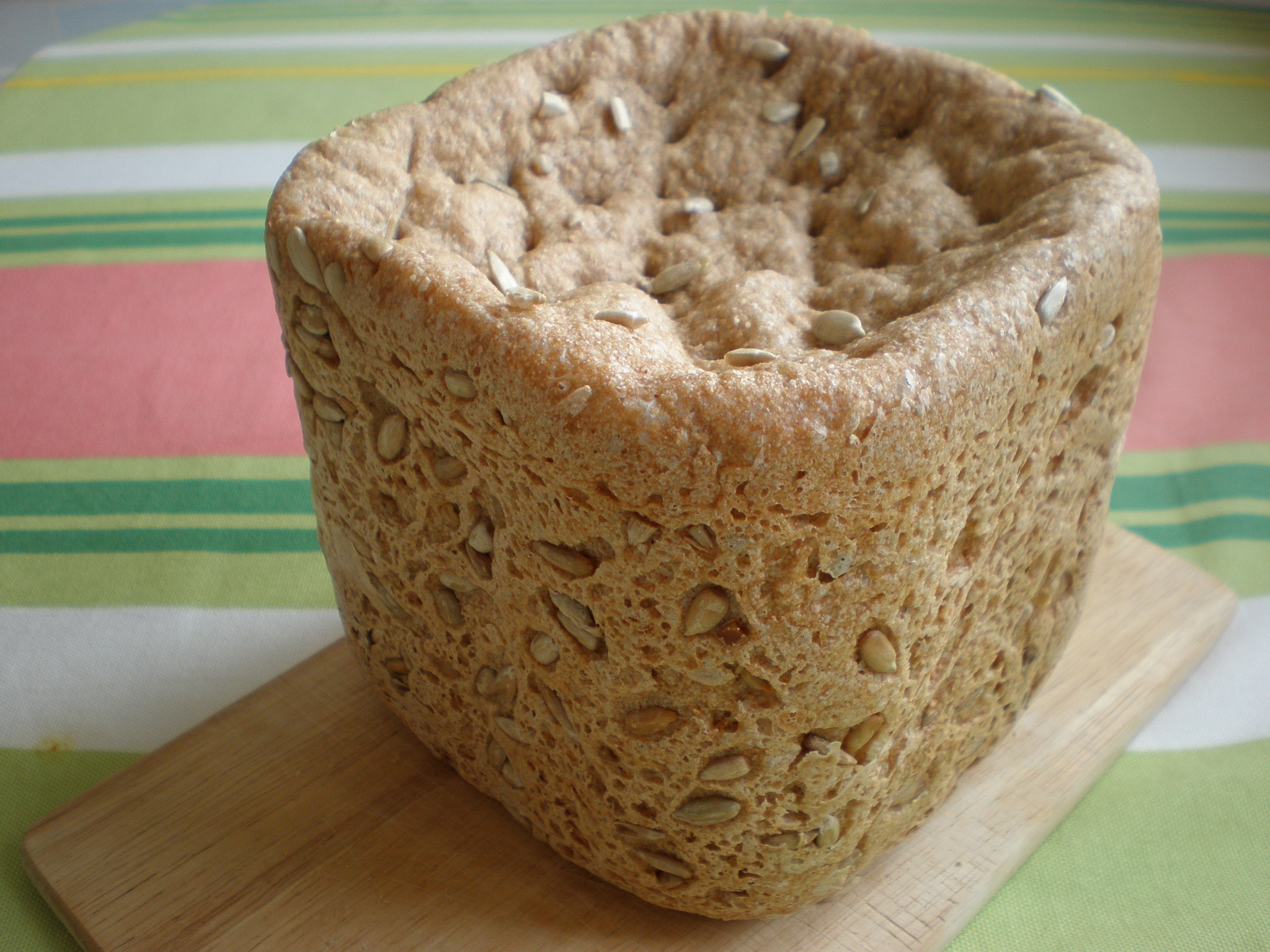
Pain au tournesol.

Les graines décortiquées mécaniquement sont vendues crues ou grillées et sont parfois ajoutées au pain et à d'autres produits de boulangerie pour leur saveur. La nougatine au tournesol est produite en incorporant les graines de tournesol dans des confiseries dures. En Biélorussie, Russie, Ukraine et Roumanie, des graines moulues torréfiées sont utilisées pour fabriquer un type de halva. Il existe également du beurre de tournesol, similaire au beurre de cacahuètes, qui est un substitut courant dans les écoles pour les enfants allergiques aux noix.
Les graines de tournesol, décortiquées ou non, peuvent aussi être mises à germer, et les germes consommés crus (nature ou en salade).
Outre la consommation humaine, les graines de tournesol sont également commercialisées comme nourriture pour les animaux de compagnie et les oiseaux sauvages dans des boîtes et des petits sacs.

## Coques
Les coques, ou écales, principalement composées de cellulose, se décomposent lentement et peuvent être brûlées comme biocombustible.  
Les coques  du tournesol cultivé (Helianthus annuus) contiennent des composés allélopathiques qui sont toxiques pour les graminées et la grande majorité des plantes horticoles,. Seul un petit nombre de plantes de jardin, telles que les hémérocalles, ne sont pas affectées par les composés allélopathiques présents dans les coques de tournesol,